# Qu'est-ce qui fait pleurer les blondes ?
Cet article concerne l'album. Pour la chanson, voir Qu'est-ce qui fait pleurer les blondes ? (chanson).
Albums de Sylvie Vartan
Show Sylvie Vartan
(1975) Ta sorcière bien-aimée
(1976)
Qu'est-ce qui fait pleurer les blondes ? est le 15e album de Sylvie Vartan sorti en 1976 en LP 33 tours, et en K7 audio. La chanson phare de l'album lui donne son titre.

## Liste des titres
1. Qu'est-ce qui fait pleurer les blondes ?
2. Tu ne me parles plus d'amour
3. Le Mariage
4. Ma liberté
5. On peut mourir, le monde chante
6. Danse-la, chante-la
7. La Lettre
8. Toi jamais
9. Changement de cavalière
10. Ma décadence
11. La Minute de vérité
12. La Drôle de fin

## Singles-45 tours extraits de l'album
- La drôle de fin (Last tango) / Tu ne me parles plus d’amour (Innamorati).
- Danse-la, chante-la (Tambourine) / Ma liberté (Sproca vita).
- Qu’est-ce qui fait pleurer les blondes ? / La lettre.